# Nagrada Stjepko Težak
Nagrada Stjepko Težak, hrvatska je književna nagrada.

## Povijest
Nagradu su 2014. godine utemeljili Ogranak Matice hrvatske u Ozlju, Gradska knjižinica i čitaonica Ivana Belostenca Ozalj i Grad Ozalj. Dodjeljuje se pobjednicima Međunarodnog natječaja za kratku ljubavnu priču „Moje drago serce“ za najbolju kratku ljubavnu priču. Natječaj je inspiriran oproštajnim pismom Petra Zrinskog supruzi Katarini.

## Opis
Nagrada naziv nosi u spomen na znamenitoga hrvatskog jezikoslovca Stjepka Težaka, rođenog u Požunu kraj Ozlja.
Priče trebaju biti ljubavne tematike te također biti vezane uz Ozalj i njegovu kulturnopovijesnu baštinu. 
Dodjeljuju se tri nagrade koje se sastoje od povelje i novčane nagrade. Uz to pohvaljuje se još sedam priča. Članovi ocjenjivačkog povjerenstva natječaja su Julijana Matanović, Dubravka Težak i Jasmin Imamović.

## Dobitnici

### 2014.
- 1. nagrada: Kristina Kasumović, Moje zvijezde[1]
- 2. nagrada: Magdalena Mrčela, Urota ozaljsko-zagrebačka[2]
- 3. nagrada: Rosie Kugli, Ljubovca Ozlja[3]

Pohvaljene priče: Anka i rijeka Snježane Babić-Višnjić, Zapisi nijemog čovjeka Andree Bosanac, Izložba za poludit Maria Kolara, Živjeti Morene Livaković, Dvorska dama Nives Matijević, 20. ožujka Mirjane Mrkela i Ples Marije Pilić.

### 2015.
- 1. nagrada: Vlasta Linić, Ivorova loza
- 2. nagrada: Vesna Ljubić Sammartino, A Kupa teče
- 3. nagrada: Sebastijan Antonio Kukavica, Što ako jedne noći u tvoju samoću ušulja demon i upita te šta ako (solilokvij Ivana Antuna Zrinskog koji umire pomračenog uma u tvrđavi Schlossberg)

Pohvaljene priče: Dodir struje Branke Primorac, Mačka Blaženke Slovenec, Majčino pismo Doris Pandžić, Na kupalištu Dinke Premužić, Stablo u snijegu Anele Borčić, Kiša Gordane Lenić i Carstvo tišine Vinka Drače.

### 2016.
- 1. nagrada: Zdenka Maltar, Kad Ana Karenjina plače
- 2. nagrada: Kristina Gavran, Nalivpero
- 3. nagrada: Ivan Katičić, Žena u plavom

Pohvaljene priče: Munjara Marte Glowatzky Novosel, To su bili naši dani Denisa i Anite Peričić, Ispovijed Jelene Ignjatove, godine Gospodnje 1751. Vinka Drače, Nevidljivi Tamare Lovey, Modri Ružice Aščić, Velika ljubav u maloj priči Ljiljane Matković i Veronikino srce Danile Linić.

### 2017.
- 1. nagrada: Danila Linić, Ispovijed oca Vjekoslava (Aloisiusa) redovnika Pavlina
- 2. nagrada: Senka Čorak, Miris divlje naranče
- 3. nagrada: Marija Dukić, Kao snijeg

Pohvaljene priče: Moje drago serce Ivane Adlešić Pervan, Sretan kraj Snježane Babić-Višnjić, Vrisak Kamuela Efoja, Akvareli smrti Igora Ivka, Moje drago serce Erika Matejaka, Skrivena u lopočima Ljiljane Matković i Vještica Marina Pelaića.

### 2018.
- 1. nagrada: Senka Čorak, Ključonoša
- 2. nagrada: Andy Jelčić, Sutra budu mene glavu sekli
- 3. nagrada: Ivana Josić, Opet je kidnuo

Pohvaljene priče: Dva Petra i treći, Lidije Barte, Priča o doktorici i vojniku, Marije Dukić, I ja tebe, Dražena Filoševića, Nikog nema doma, Zdenke Maltar , Profil utvrde, Suzane Matić, Dvadeseti devet godina, i tek ponešto dana, Denisa i Anite Peričić te Pero i Katica, Ines Trkulje.

## Vanjske poveznice
Mrežna mjesta
- Gradska knjižnica i čitaonica Ivana Belostenca Ozalj